# サユディス

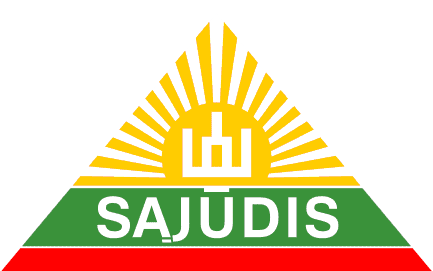
サユディスのロゴ

サユディス（リトアニア語: Sąjūdis、言語発音: [ˈsâːjuːdʲɪs]）は、1980年代後半から、1990年代初めにかけて、当時ソビエト連邦の支配下にあったリトアニアの独立運動を指導した政治組織。1988年6月3日設立。ヴィータウタス・ランズベルギスが指導した。当初その目標は、リトアニアの自治を確立することにあったが、後に独立要求運動に発展する。

## 名称
サユディスの正式名称はリトアニア改革運動（リトアニア語: Lietuvos Persitvarkymo Sąjūdis、略称: LPS）で、「サユディス (Sąjūdis) 」はリトアニア語で「運動」を意味する。
日本語では、ロシア語 Саюдис を転写した「サユディス」のほか、リトアニア語 Sąjūdis の長母音 "ą" および "ū" を長音符で示した「サーユーディス」、そのいずれかのみを長音符で示した「サーユディス」や「サユーディス」、さらには「サユジス」や「サュディス」とも表記される。

## 歴史的背景
1980年代半ば頃、リトアニア共産党指導部はゴルバチョフ書記長の提案したペレストロイカやグラスノスチを受け入れるのには消極的であった。1987年にペトラス・グリシュケヴィチュス第一書記が死去したものの、後任にはグリシュケヴィチュス同様に改革に慎重であったリンガウダス・ソンガイラが就き、状況は変わらないままであった。
しかし、ゴルバチョフの指導、ポーランドの「連帯」運動の台頭、そしてローマ教皇のヨハネ・パウロ2世やアメリカ政府当局の支援などを背景に、次第にバルト三国の独立運動家たちはリガ、タリン、そしてヴィリニュスでもデモを行うようになった。

## サユディスの設立
1988年6月3日にリトアニア科学アカデミーで開かれた会合では、共産党員・非共産党員を問わず知識人たちが集まり、サユディス発起グループ（Sąjūdžio iniciatyvinė grupė）を形成した。このグループは35名からなり、そのうちのほとんどが芸術家であった。また、35名のうち17名が共産党員でもあった。このグループは、ゴルバチョフが推進したペレストロイカ、グラスノスチ、および民主化を支持する運動の組織化を目標としており、彼らはこれを「改革運動」と呼んだのだが、ここから単に「サユディス」として知られるようになった。
1988年6月24日、サユディスによる初めての大規模集会が開催。そこで、ソ連共産党第19回全国党協議会に出席する代表は、サユディスの目標を指示された。その代表団が7月に帰還したときには約10万人がヴィンギス公園に集まり、歓迎した。もう一つの大規模集会は8月23日に開かれ、約25万人の人々が集まった。そこで人々はバルト三国のソ連併合を認めた独ソ不可侵条約付属の秘密議定書に抗議した。
6月19日、地下新聞『サユディス報知』 (Sąjūdžio žinios) が初めて刊行された。続いて9月には新聞『アトギミマス』 (Atgimimas、「再生」の意) を合法的に刊行。そして刊行された約150誌もの新聞がサユディス支持を表明するにいたった。
同年10月、サユディスは設立大会をヴィリニュスで開催。35名の立法委員を選出したが、そのほとんどは創設メンバーであった。そこでヴィータウタス・ランズベルギスが委員会議長に就任。彼は当時音楽学の教授で、非共産党員であった。

## サユディスの運動
この運動はゴルバチョフの政策を支持したが、また同時にリトアニア語の公用語としての復権など国内問題にも取り組んだ。またサユディスは、ヨシフ・スターリン時代の情報の開示、環境の保護、イグナリナ原発第3炉の建設中止、1939年に調印された独ソ不可侵条約付属の秘密議定書の情報開示、などを要求した。
サユディスは、大規模集会を開いてこれらの目標を押し進めようとした。当初共産党指導部はそうした集会へは参加しないようにしていたが、1988年中頃にもなると集会への参加が政治的に必要不可欠となっていった。そして6月24日、ついにリトアニア共産党産業担当書記のアルギルダス・ブラザウスカスがサユディスの集会に出席した。同年10月、ソンガイラに代わってブラザウスカスがリトアニア共産党第一書記に就任する。共産党指導部は、サユディスを厳重に取り締まることで圧力をかけたが、逆に民衆の抗議に直面することとなった。サユディスは新設されたソビエトの立法機関である人民代議員大会の選挙でも成功を収め、候補を立てた40選挙区中36選挙区で勝利した。
1989年2月、サユディスはリトアニアが強制的にソビエト連邦に併合されたと宣言。運動の最終目標をリトアニア独立の達成とした。次いで同年5月、サユディスはリトアニアの国家主権を宣言するとともに、リトアニアのソ連併合は非合法的であったと主張した。
1989年8月23日、独ソ不可侵条約調印から50年にあたるこの日、200万人が集まりタリンからヴィリニュスまで600キロメートルにわたる人間の鎖がつくられ、バルト三国は国際社会の注目を集めた。このデモとその組織化の努力は、「バルトの道」として知られるようになった。
1989年12月、リトアニア共産党はソビエト連邦共産党から離脱し、独裁政党制の廃止に合意。1990年2月の選挙でサユディスは定数141議席のうち101議席を獲得し、共和国最高会議（国会）の圧倒的多数を占める。ヴィータウタス・ランズベルギスは最高会議議長に選出された。そして1990年3月11日、リトアニアは独立を宣言。これはソ連構成共和国で初めてのことであった。
翌年1月8日、独立を認めないソビエト連邦政府はリトアニアに武力介入し、1月13日、ヴィリニュス近郊で14人が死亡、268名が負傷する事件となった（血の日曜日事件」）。これに対し、同じく連邦政府とは対立関係にあったロシア共和国のエリツィン大統領は同日のうちにリトアニアの主権を表明した。
その後もリトアニア政府と連邦政府の間の協議は平行線をたどっていたが、1991年8月19日、モスクワでソ連共産党保守派がゴルバチョフを幽閉するクーデターを起こし失敗。これを機にソ連は9月6日にリトアニアを含むバルト三国の独立を承認し、リトアニアは独立を回復するとともに、同月17日に国際連合への加盟を果たした。なお、同年12月末にはソ連自体が解体されることとなった（ソビエト連邦の崩壊を参照）。

## 独立達成後のサユディス
今日でもサユディスはリトアニア国内で活動を続けているが、その影響力はほとんどない。異なる政治的信条を持つ人々を一つにまとめ続けることができなくなり、経済危機に対して有効に対処できないなかで、サユディスの人気は凋落していったのであった。1992年2月のリトアニア議会選挙では、サユディスに代わって、かつてのリトアニア共産党の改革派党員が中心となって設立されたリトアニア民主労働党が勝っている。